# マディケーリ城

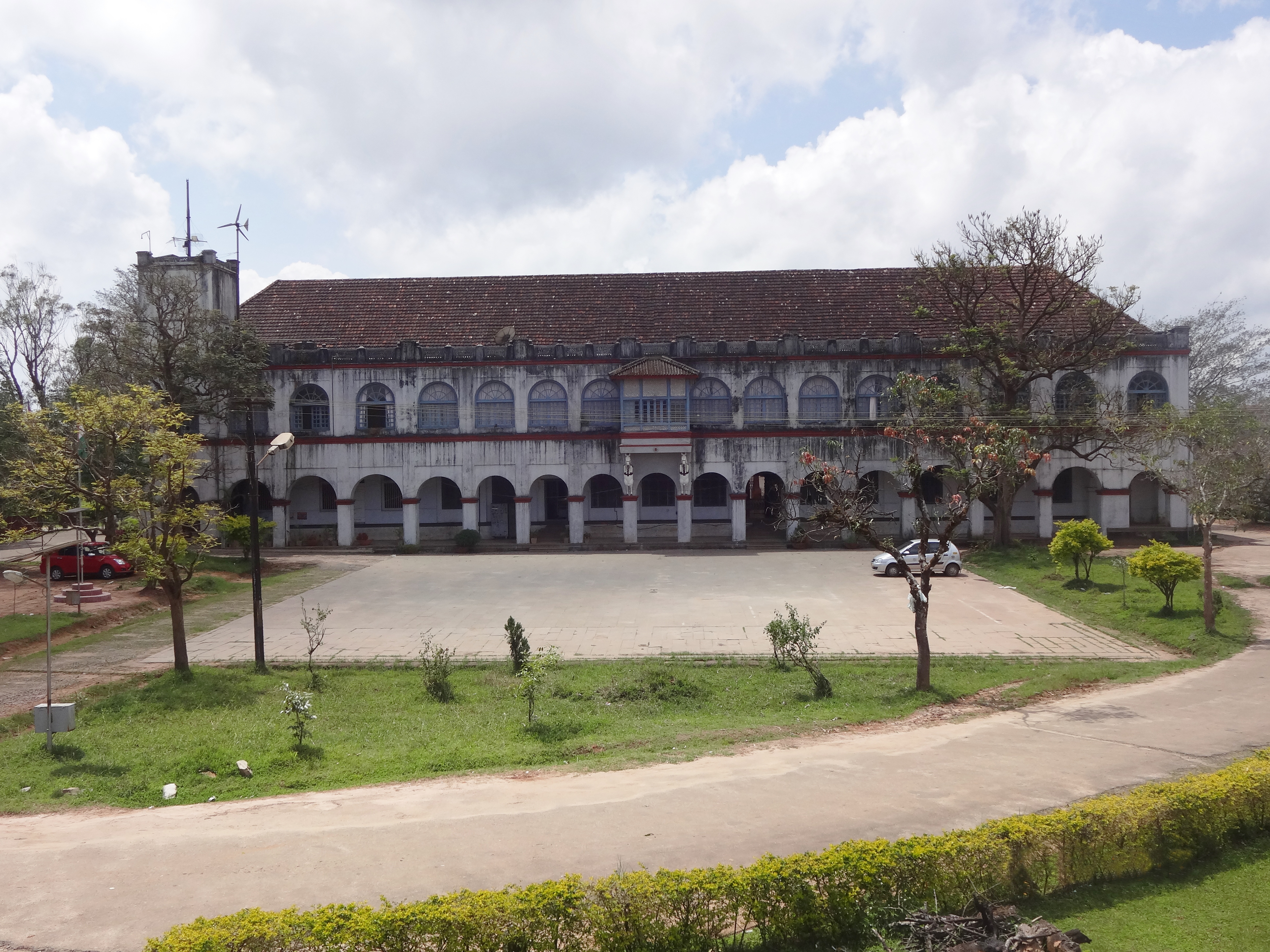
マディケーリ城内の宮殿

マディケーリ城（マディケーリじょう、英語：Madikeri Fort）は、インドのカルナータカ州、コダグ県の都市マディケーリに存在する城。

## 歴史
17世紀、マディケーリ城はコダグ王国のムッドゥ・ラージャによって建設された。
18世紀後半、ティプー・スルターンに奪われたが、1790年にドッダ・ヴィーラ・ラージェーンドラが取り戻した。
1812年から1814年にかけて、リンガ・ラージェーンドラ2世によって城内の宮殿が改築された。
1859年、城内にSt. Mark's Churchが建設された。この教会の建設はマドラス管区からの援助によるものであった。

## ギャラリー

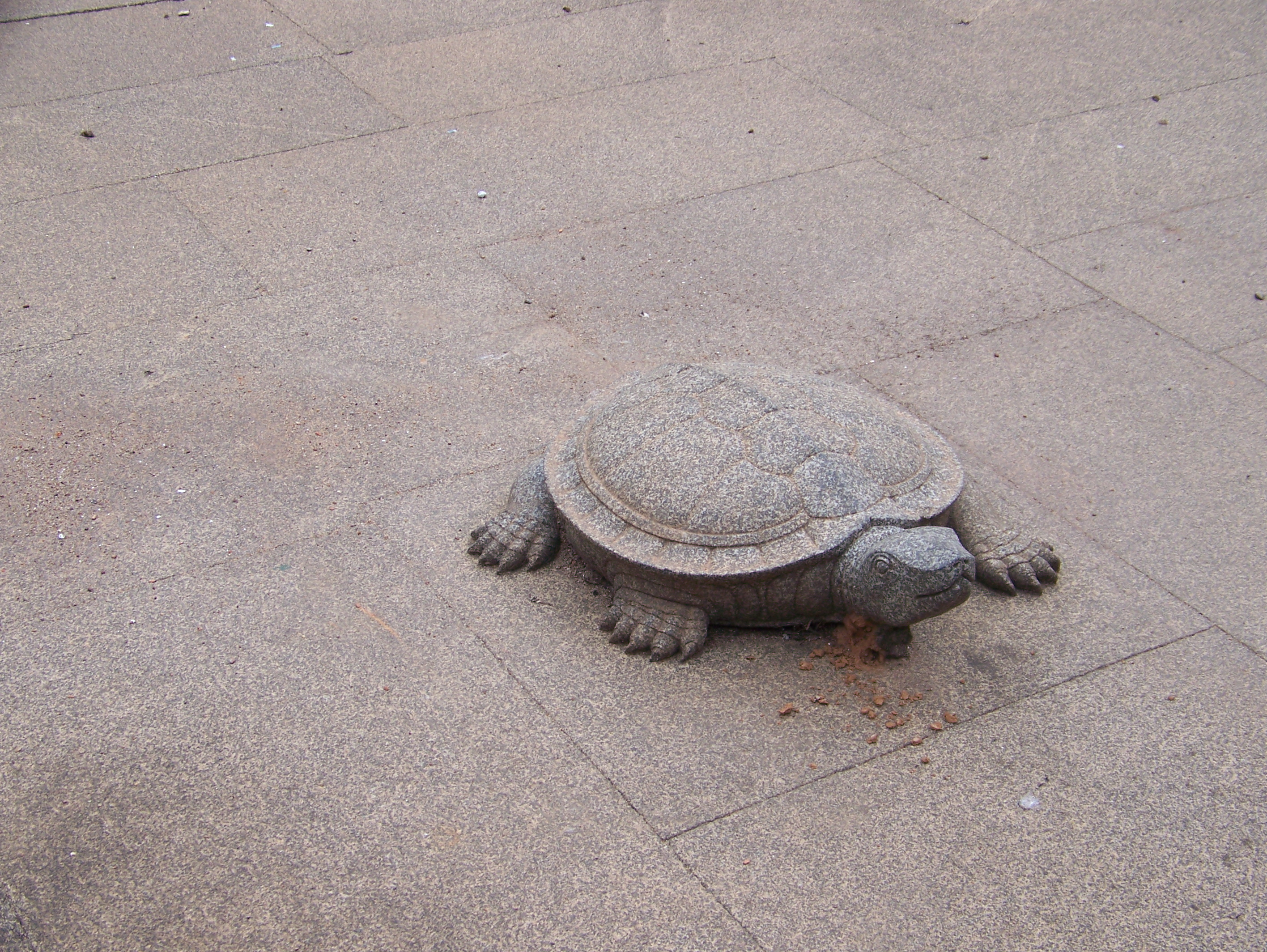
Stone turtle inside the palace
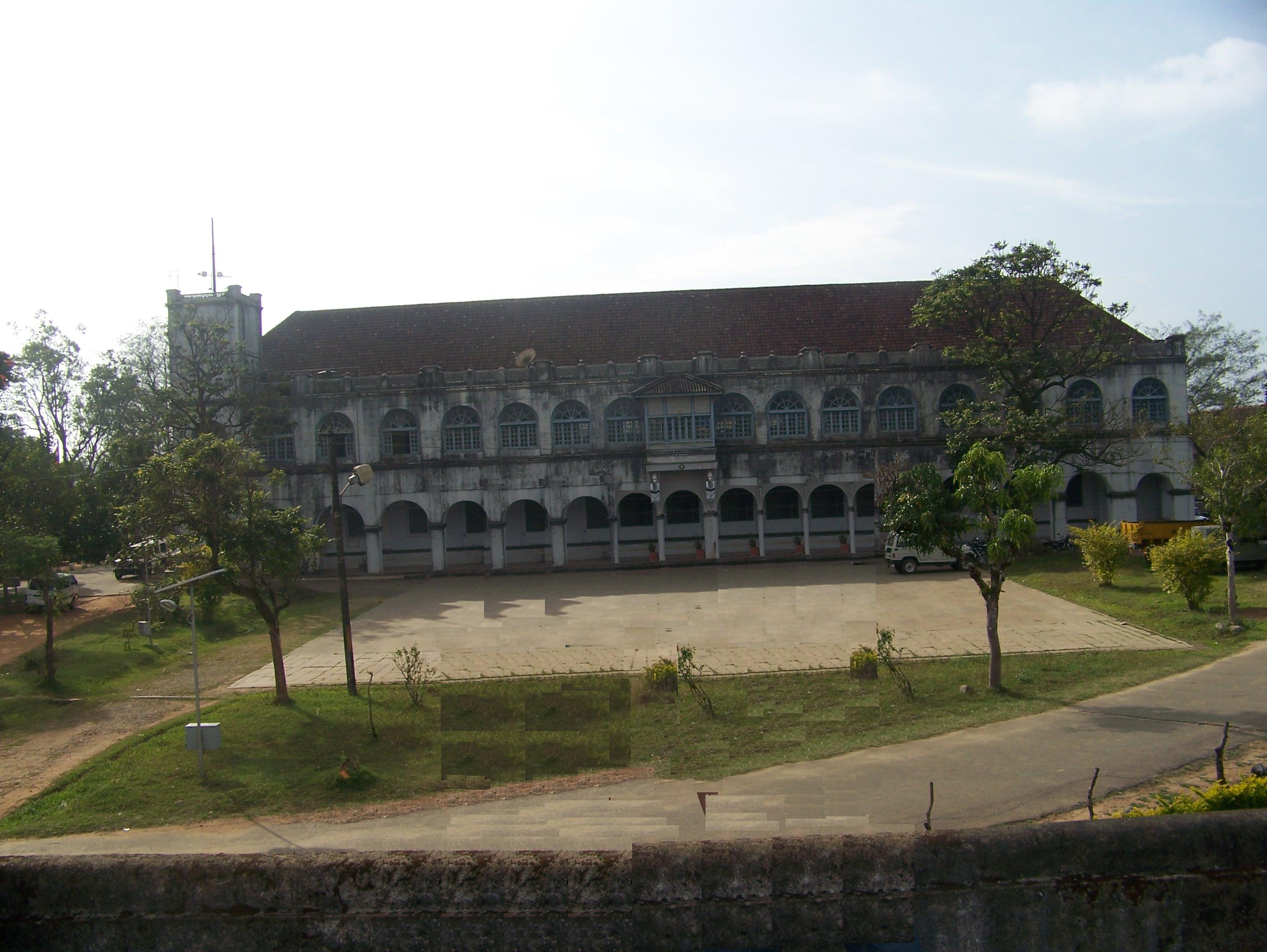
Madikeri palace-within the fort
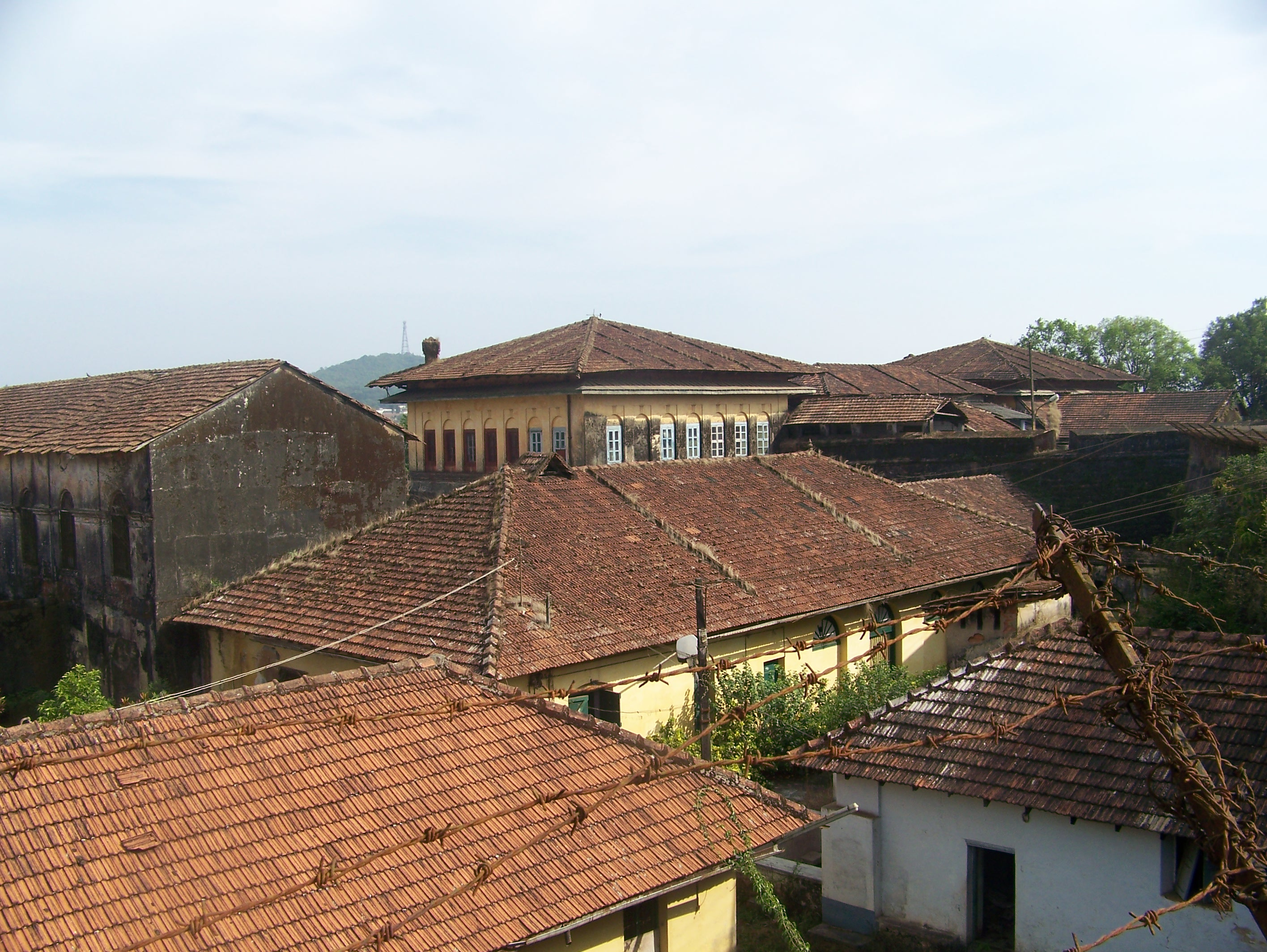
View from the fort wall
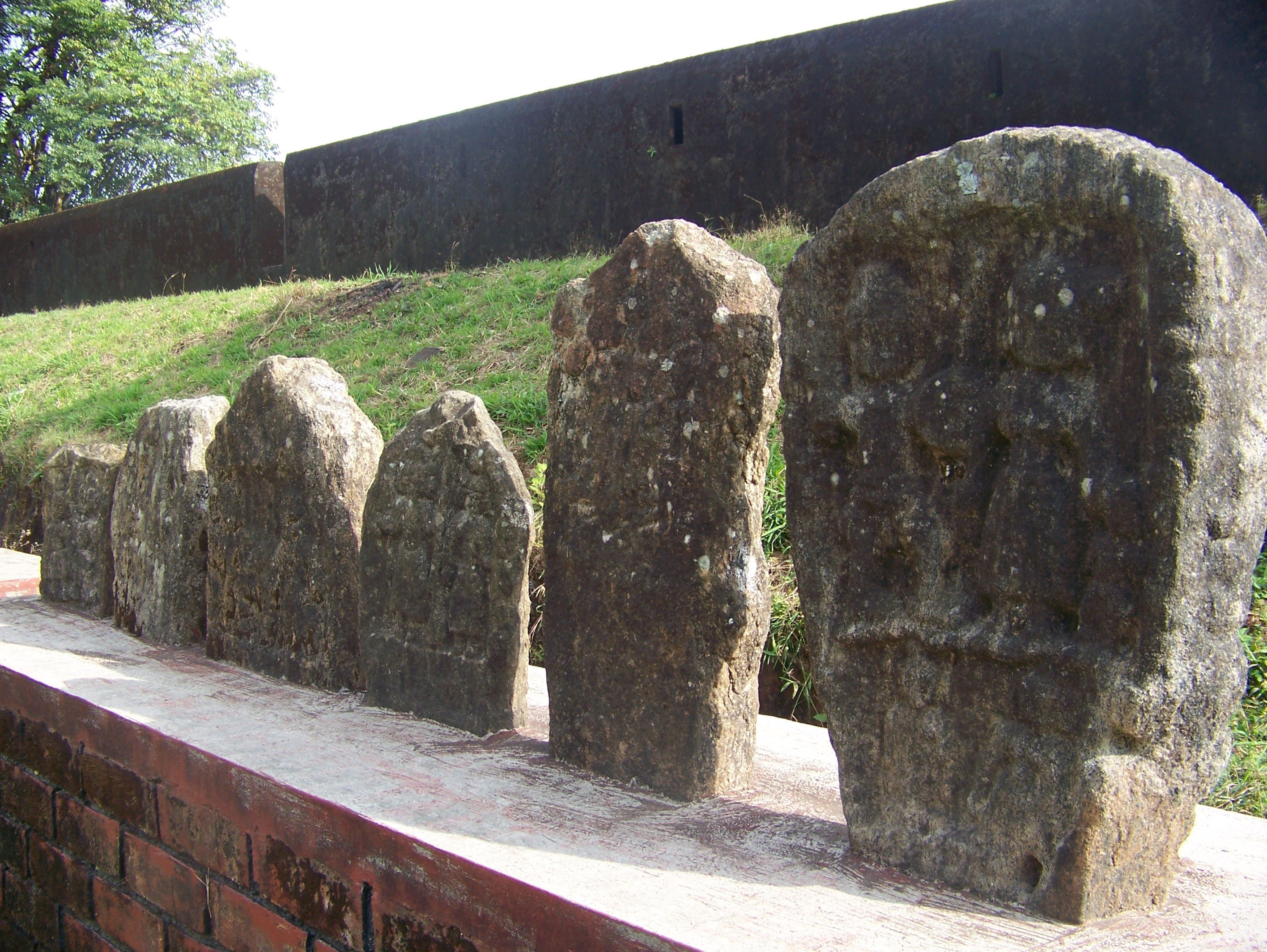
Hero Stones
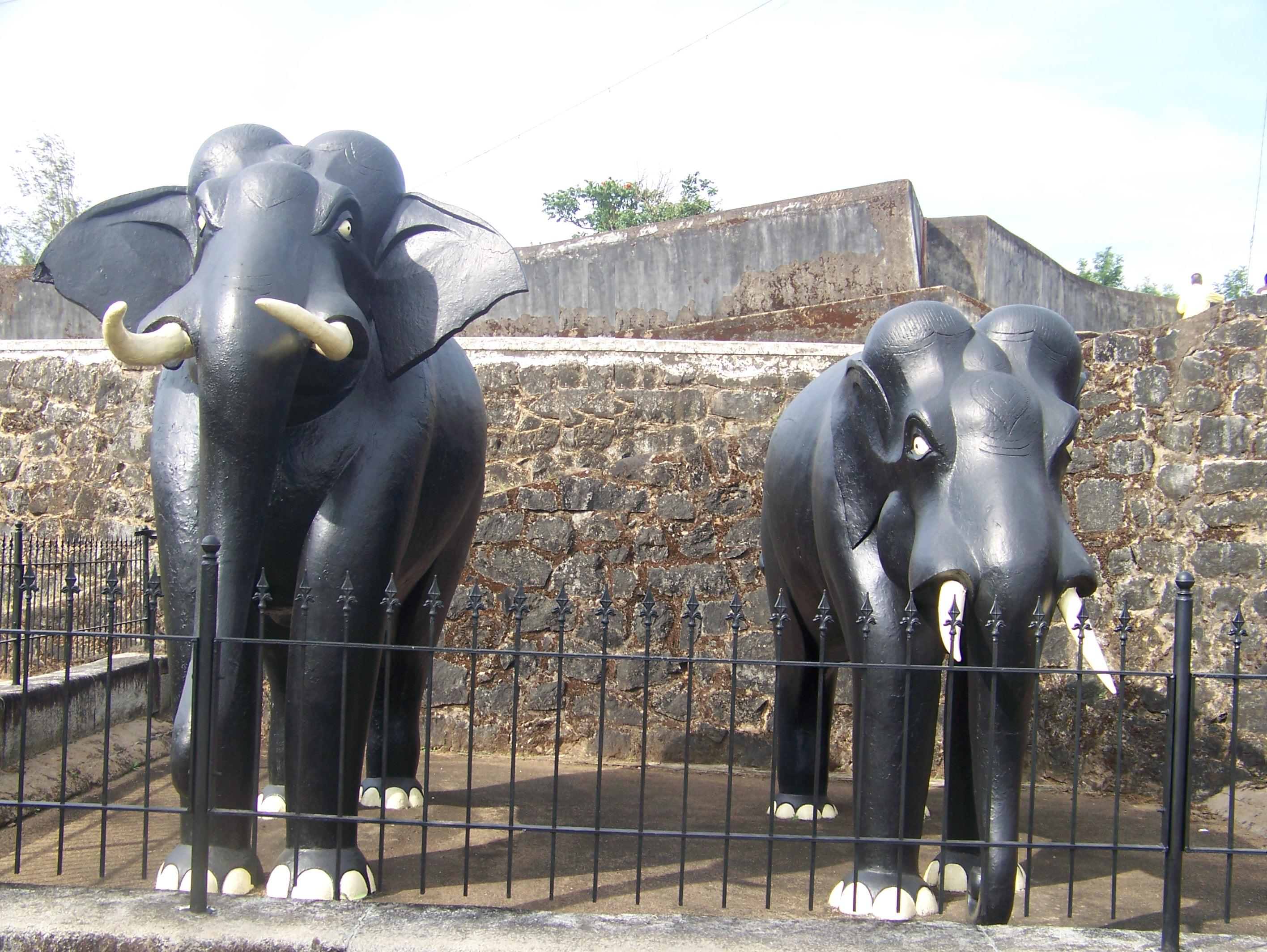
Masonry Elephants